# Daniel Schmidt
Daniel Schmidt (シュミット・ダニエル; Hepburn: Shumitto Danieru) (Springfield, 1992. február 3. –) japán válogatott labdarúgó.

## Klub
2014-ben a Vegalta Sendai csapatához szerződött. 2014 és 2016 között a Roasso Kumamoto és a Matsumoto Yamaga FC csapatában játszott.

## Nemzeti válogatott
2018-ban debütált a japán válogatottban, melynek tagjaként részt vett a 2019-es Ázsia-kupán. A japán válogatottban eddig 5 mérkőzést játszott.

## Statisztika
| Japán válogatott | Japán válogatott | Japán válogatott |
| Időszak          | Mérk.            | gól              |
| ---------------- | ---------------- | ---------------- |
| 2018             | 1                | 0                |
| 2019             | 4                | 0                |
| Összesen         | 5                | 0                |